# オリジン (テレビドラマ)
『オリジン』は2018年11月14日から配信されているYouTube PremiumのオリジナルSFドラマシリーズである。Mika Watkinsによって創作され、Watkinsは脚本および製作総指揮も務める。1シーズンをもって打ち切られた。

## 概要
シリーズは遠く離れた惑星に向かう宇宙船に置き去りにされた、見知らぬ同士の乗客のグループを描く。宇宙船内には人間にとりつき異常を起こした末に殺す寄生生物が入り込んでおり、乗客たちは地球での過去を回想しながら必死に生存を図る。

## 登場人物

### メイン
- ラナ : ナタリア・テナ : 元SPの乗客
- ローガン: トム・フェルトン : 元介護職員の乗客、アメリカ人
- シュン・ケンザキ : セン・ミツジ : 元ヤクザの乗客、日本人
- エヴェリン・レイ : ノラ・アルネゼデール : 乗員、フランス人
- ヘンリー・ガサナ : Fraser James : 遺伝学者の乗客、南アフリカ人
- バウム : Philipp Christopher : 詐欺師で泥棒の乗客、ドイツ人
- アビゲイル : Madalyn Horcher : 乗客
- ケイティー : Siobhán Cullen : 乗客、アイルランド人

### リカーリング
- マックス・テイラー: Wil Coban : 乗員、医師
- リー: Adelayo Adedayo : 元ハッカーで自閉症の乗客、イギリス人
- エリック: Jóhannes Haukur Jóhannesson : 50号室の乗客
- ヴァニーシャ・グプタ: Nina Wadia : 乗客
- ヒデト・ヤガミ : Hiromoto Ida : ヤクザのボス
- オマー・トゥーレ : Ray Fearon: ラナが警護していた議員
- ルビー・トゥーレ : Millie Davis: オマーの娘
- マイク : Nic Rasenti : ラナのSPの同僚
- ムラカワ : David Sakurai : ヤクザ

## あらすじ
近未来の地球でサイレン社が運航する巨大宇宙船オリジンが乗客を惑星テアに運ぶ。だが10人の乗客が睡眠状態から目覚めると宇宙船には隕石が衝突し、他の乗客と乗員は既に避難している。乗客たちは、唯一生き残った乗員から、隕石由来の寄生生物が他の乗員や乗客を殺したことを知る。記憶障害を引き起こす寄生生物は誰かに転移しており、乗客たちは疑心暗鬼にかられるも一人ずつ数は減っていく。サイレン社が送り込んだプローブは、乗客もろとも寄生生物を抹殺しようとし、乗客は必死に生存を図る。やがてサイレン社が重大な秘密を隠匿しており、テアさえも安全ではないことがわかる。

## エピソード
| 通算 話数 | タイトル                              | 監督                                     | 脚本                         | 公開日         |
| --- | ------------------------------------- | ---------------------------------------- | ---------------------------- | -------------- |
| 1 | "選ばなかった道" "The Road Not Taken" | ポール・W・S・アンダーソン               | Mika Watkins                 | 2018年11月14日 |
| 惑星テアに向かい、宇宙空間を進むサイレン社の巨大な宇宙船オリジンの上でわずか数名の乗客が目覚める。乗員も他の乗客も見つからず、バウムの行動でグループのうちの一人は死ぬ。シュンは東京でヤクザだった過去を回想し、刑事の兄をボスに殺されたことを思い出す。シュンとラナは怪我をした乗員のレイを見つける。50号室に閉じ込められていた乗客の肉体には異常が生じている。 |                                       |                                          |                              |                |
| 2 | "両者の迷い" "Lost On Both Sides"     | ポール・W・S・アンダーソン               | Mike Watkins                 | 2018年11月14日 |
| シュンとラナはもう一人の怪我をした乗員テイラーを見つけるが、レイとテイラーは互いを怪物だと名指しする。テイラーはシュンを襲うが殺される。50号室から一人の乗客が逃げ出す。ラナは議員とその娘を警護するSPとして失敗した過去を回想する。リーは船のコンピューターにアクセスし、自分たち以外の乗員乗客は避難したことを知る。 |                                       |                                          |                              |                |
| 3 | "明るい星" "Bright Star"              | Mark Brozel & ポール・W・S・アンダーソン | Mika Watkins                 | 2018年11月14日 |
| レイの過去が回想される。超高速飛行中の事故によりレイは一時目を損傷し、医師のテイラーに治療され、親しくなる。オリジンは事故に遭い、寄生生物が50号室の乗客に寄生し、ほとんどの乗員・乗客は船を脱出する。寄生されたテイラーはレイを襲う。現在、寄生された50号室の乗客エリックがレイを襲う。 |                                       |                                          |                              |                |
| 4 | "神の御業" "God's Grandeur"           | Mark Brozel                              | Mika Watkins & Melissa Iqbal | 2018年11月14日 |
| 遺伝学者のヘンリー・ガラナが邪悪な指導者の暗殺を依頼された過去が回想される。現在、エリックがローガンを襲い撃退される。ヘンリーはテイラーの頭を切開して寄生生物を発見し記憶障害の要因を知る。エリックはヴァニーシャを襲い、ヘンリーはエアロックから二人を排出せざるを得ない。だが二人のいずれかは船内にとどまっている。 |                                       |                                          |                              |                |
| 5 | "私を忘れないで" "Remember Me"        | Ashley Way                               | Mika Watkins & Joe Murtagh   | 2018年11月14日 |
| 自閉症のハッカーだったリーの過去が回想される。違法なハッキングでお尋ね者になったリーは、全乗客のデータをもってオリジン号に乗りテアに逃げようとする。現在、リーはエリックの死体を発見し、ヘンリーが切開するも寄生生物は見つからず、誰かに転移したことが疑われる。ローガンとバウムはリーを疑って尋問するがシュンとラナが助ける。 |                                       |                                          |                              |                |
| 6 | "ファイアアンドアイス" "Fire and Ice" | Ashley Way                               | Mika Watkins                 | 2018年11月14日 |
| 詐欺師で泥棒だったバウムの過去が回想される。バウムは罠にかけられて逮捕される。現在、バウムとローガンはシュンに追放されている。バウムは救命艇を見つけるが、ローガンとケイティーが2人だけで逃げようとし、これを知ったバウムが救命艇を無人で発進させる。リーは乗客のデータをもとに寄生されて記憶障害を負う乗客を探そうとし、ローガンの協力を得る。 |                                       |                                          |                              |                |
| 7 | "荒れ地" "The Wasteland"              | Juan Carlos Medina                       | Mika Watkins & Jack Lothian  | 2018年11月14日 |
| シュンは東京でヤクザと戦い、兄の復讐をはかった過去を回想する。現在、50号室で空気漏れが生じ、乗客らは補修しようとするがローガンが負傷する。船のAIが50号室を含むリング全体を閉鎖して放棄しようとし、ラナがリングに閉じ込められる。シュンは自分を危険にさらしてラナの命を救い、リーとバウムは輸血でローガンの命を救う。 |                                       |                                          |                              |                |
| 8 | "葬式ブルース" "Funeral Blues"        | Juan Carlos Medina                       | Mika Watkins                 | 2018年11月14日 |
| ローガンはカリフォルニアの介護施設で働き、親密になった老女にオリジンに乗るよう勧められたことを回想する。現在、リーが死ぬが、体内に寄生生物は見つからない。リーが乗客のデータを持っていたことをローガンが思い出し、バウムは全員を閉じ込めて探しに行くが見つからない。ケイティーはリーの持っていた乗客のデータを見て破壊する。 |                                       |                                          |                              |                |
| 9 | "完全なる他人" "A Total Stranger"     | Jonathan Teplitzky                       | Jon Harbottle                | 2018年11月14日 |
| ケイティーの過去が回想される。現在、シュンとラナはケイティーが寄生されたと疑い監禁する。オリジンがテア付近に到着すると、プローブがオリジンにドッキングして制御を握り、寄生生物を探知して毒ガスを船内に放出させる。乗客たちはケイティーともども寄生生物を殺してガスを止めようとする。ケイティーは自分の過去を消すためにデータを破壊したと弁解する。ヘンリーはケイティーを仮死状態にするが、寄生生物は船内で検知され続け、寄生生物は別の人物の体内にいることがわかる。寄生生物が機密扱いの惑星アイリス由来であることをサイレンが知っていたことがわかる。乗員たちはガスに備え予備の酸素を探す。 |                                       |                                          |                              |                |
| 10 | "私は誰？" "I Am"                     | Jonathan Teplitzky                       | Mika Watkins                 | 2018年11月14日 |
| バウムは、二人だけはプローブに乗ってオリジンから脱出出来ることを知る。ラナがエリックの寄生生物に寄生され、記憶障害に悩まされながらリーを殺しケイティーに罪をなすりつけていたことがわかる。ラナは秘密を知られたシュンを殺そうとするも思いとどまる。シュンはラナをプローブに乗せて放出し、寄生生物の不在を検出したオリジンはガス放出を止めて乗客たちは救われる。だがプローブ内のラナはテアが危険だと言う無線通信を聞く。 |                                       |                                          |                              |                |

## 製作

### 準備
2017年10月26日、youtubeが10話からなるシリーズを製作し、2018年に公開することが発表された。Mika Watkinsが製作、脚本を務め、Andy Harries、Rob Bullock、Suzanne Mackie、Josh Appelbaum、André Nemec、ジェフ・ピンクナー、Scott Rosenbergらとともに製作総指揮に名を連ねる。Midnight Radio, Left Bank Pictures, CiTVC, ソニー・ピクチャーズ テレビジョンなどの製作会社が参加する.
2018年1月24日、シリーズのプレミアは2018年末近くになると報道された。2018年4月26日、ポール・W・S・アンダーソン が最初に2話を監督すると報道された。2018年8月27日、公式ツイッターで2018年11月14日公開が発表された。

### キャスティング
2018年4月26日、ナタリア・テナ、トム・フェルトン、Sen Mitsuji、ノラ・アルネゼデール、Fraser James、Philipp Christopher、Madalyn Horcher、Siobhán Cullenがレギュラー出演し、Adelayo Adedayo、Nina Wadia、Johannes Johannesson、Wil Coban、タラ・フィッツジェラルドらも出演することが発表された。

### 撮影
主要な撮影は2018年に南アフリカで行われた。

## 公開
2018年7月19日にトレーラーが公開された。2018年10月4日、フルトレーラーが公開された。
2018年11月4日、シリーズ最初の2話はすべてのYouTubeユーザーに、残りの8話は有料のYouTube Premium会員のみに公開された。